# Кувас
Кувас (на унгарски: Kuvasz) е порода кучета, произхождаща от Унгария. Селектирана е, за да охранява от крадци и диви животни домовете на древното население по унгарските земи. Има силно телосложение и добре развита мускулатура; гъста, вълниста, бяла на цвят козина. Частите на тялото са пропорционални, крайниците средно дълги.
Породата съществува още от древни времена. Предците на куваса са създадени в Карпатския басейн. По времето на крал Матияш Корвин, който бил страстен ловец, тези кучета предимно се използвали за лов. В днешно време често биват охранители.
Кувасът се отличава с храброст и безстрашие. Верен е на хората и защитава територията им с цената на живота си. Предан е на стопанина си и неговото обкръжение. Трябва му голяма територия, за да живее нормално. Благодарен е за любовта и вниманието към него.